# Sous X
Pour plus de détails, voir Fiche technique et Distribution.
Sous X est un film français réalisé par Jean-Michel Correia, sorti en 2015.

## Synopsis
Jean-Jacques, ancien braqueur sort de prison après 9 ans d’emprisonnement. 

## Fiche technique
- Titre : Sous X
- Réalisation : Jean-Michel Correia
- Scénario : Jean Michel Correia Nicolas Peufaillit
- Producteur : Philippe Godeau
- Société de production : Pan-Européenne, en association avec les SOFICA Cinémage 8, Indéfilms 2, SofiTVciné 1
- Distributeur : Universal Pictures International France .
- Durée: 99 min
- Dates de sortie : 
  -  France : 20 janvier 2015

## Distribution
- Jean-Michel Correia : Jean-Jacques
- Karim Leklou : Lamo
- Anissa Allali : Meryam
- David Saracino : Nassim
- Mariama Gueye : Mélissa
- Pierre Douglas : le père
- Lisa Livane : la mère
- Nizar Saïdi : Klint
- Julien Cidor : Blondin
- Jonas Dinal : Kimbo
- Christian Mupundo : Bastik
- Gilles Treton : employé de l'Assistance Publique